# Liste der Baudenkmale in Holdorf (Niedersachsen)
In der Liste der Baudenkmale in Holdorf (Niedersachsen) sind alle Baudenkmale der niedersächsischen Gemeinde Holdorf (Niedersachsen), des Kernorts und der Ortsteile Diekhausen, Fladderlohausen, Gramke, Grandorf, Handorf, Ihorst, Langenberg, Schelenhorst und Wanke, aufgelistet. Die Quelle der Baudenkmale ist der Denkmalatlas Niedersachsen. Der Stand der Liste ist der 11. November 2024.

## Allgemein
In den Spalten befinden sich folgende Informationen:
- Lage: die Adresse des Baudenkmales und die geographischen Koordinaten. Kartenansicht, um Koordinaten zu setzen. In der Kartenansicht sind Baudenkmale ohne Koordinaten mit einem roten Marker dargestellt und können in der Karte gesetzt werden. Baudenkmale ohne Bild sind mit einem blauen Marker gekennzeichnet, Baudenkmale mit Bild mit einem grünen Marker.
- Bezeichnung: Bezeichnung des Baudenkmales
- Beschreibung: die Beschreibung des Baudenkmales. Unter § 3 Abs. 2 NDSchG werden Einzeldenkmale und unter § 3 Abs. 3 NDSchG Gruppen baulicher Anlagen und deren Bestandteile ausgewiesen.
- ID: die Objekt-ID des Baudenkmales
- Bild: ein Bild des Baudenkmales, ggf. zusätzlich mit einem Link zu weiteren Fotos des Baudenkmals im Medienarchiv Wikimedia Commons. Wenn man auf das Kamerasymbol klickt, können Fotos zu Baudenkmalen aus dieser Liste hochgeladen werden:

## Holdorf

### Gruppe: Bahnhof Holdorf
Die Gruppe „Bahnhof Holdorf“ bestand aus dem Empfangsgebäude und einem Nebengebäude an der Bahnstrecke Delmenhorst–Hesepe. Das Nebengebäude war wohl 2012 abgerissen worden. Seitdem ist das Empfangsgebäude Einzeldenkmal. Die Gruppe hatte die ID 35650991.

| Lage                                        | Bezeichnung     | Beschreibung | ID       | Bild           |
| ------------------------------------------- | --------------- | --- | -------- | -------------- |
| Bahnhofsallee 1 52° 34′ 31″ N, 8° 8′ 26″ O  | Empfangsgebäude | 1899 errichtetes zweigeschossiges verputztes Gebäude unter einem Schopfwalmdach.                                | 35751104 | Weitere Bilder |
| Bahnhofsallee 17 52° 34′ 32″ N, 8° 8′ 28″ O | Nebengebäude    | 1900 errichtetes verputztes Gebäude mit Ziegelgliederungen. 2012 abgebrochen und aus der Denkmalliste entfernt. | 35751137 | BW             |

### Einzeldenkmale
Der Friedhof an der Neuenkirchener Straße hat die ID 35650903.

| Lage                                                | Bezeichnung           | Beschreibung | ID       | Bild           |
| --------------------------------------------------- | --------------------- | --- | -------- | -------------- |
| Neuenkirchener Straße 20 52° 35′ 8″ N, 8° 7′ 13″ O  | Friedhof mit Kreuzweg | Der Friedhof zeigt einen Kreuzweg mit 14 Stationen. | 35751214 | BW             |
| Alter Schulplatz 7 und 9 52° 35′ 21″ N, 8° 7′ 29″ O | Schule                | Die katholische Volksschule wurde als zweigeschossiges Backsteingebäude unter einem Walmdach 1936 bis 1937 durch den Architekten Sieve aus Vechta errichtet. Das für den Lehrer vorgesehene Wohnhaus ebenfalls unter einem Walmdach ist eingeschossig. Der sog. Toilettentrakt ist eingeschossig und steht unter einem Satteldach. | 35751287 | BW             |
| Am Ehrenmal 52° 35′ 19″ N, 8° 7′ 23″ O              | Kriegerdenkmal        | Für die Gefallenen des Ersten Weltkrieges angelegtes Erinnerungsmonument in einer Rondellanlage. In dessen Zentrum befindet sich auf quadratischem Grundriss und einem Sockelpodest errichtetes Erinnerungsmahnmal mit vier Ecksäulen, die ein flaches Pyramidendach mit aufgesetztem eisernen Kreuz tragen.                       | 35751083 | BW             |
| Große Straße 15 52° 35′ 11″ N, 8° 7′ 29″ O          | Kirche                | Die Peter-und-Paul-Kirche Holdorf wurde 1855 bis 1858 von Hilger Hertel dem Älteren entworfen. Die Hallenkirche hat einen Westturm. Der Hochaltar ist 1882 aus der Kirche St. Peter in Oldenburg hierher verbracht worden. Ein Kruzifix um 1520 gehört zu den ältesten Ausstellungsstücken.                                        | 35751189 | Weitere Bilder |
| Osterort 4 52° 35′ 10″ N, 8° 7′ 46″ O               | Kapelle               | 1858 wurde die Wegekapelle für Fronleichnamsprozessionen als verputztes Gebäude unter einem Satteldach durch den Bauern Johannig errichtet. | 35751239 | BW             |
| Ostring 21 52° 35′ 7″ N, 8° 7′ 33″ O                | Wirtschaftsgiebel     | 1822 wurde das Fachwerkhallenhaus unter einem Satteldach errichtet, das inzwischen völlig umgestaltet wurde. Der Wirtschaftsgiebel ist allein in seinem Ursprungszustand erhalten. | 35751262 | BW             |
| Westring 7 52° 35′ 17″ N, 8° 7′ 7″ O                | Speicher              | 1888 errichtetes anderthalbgeschossiges Fachwerkgebäude mit Drempel auf einem Bruchsteinsockel und unter einem Satteldach. | 35751345 | BW             |

## Fladderlohausen

### Gruppe: Hof Exeriede
Die Gruppe „Hof Exeriede“ ist eine große Anlage aus dem 19. Jahrhundert mit altem Baumbestand und hat die ID 35650933.

| Lage                                        | Bezeichnung              | Beschreibung | ID       | Bild |
| ------------------------------------------- | ------------------------ | --- | -------- | ---- |
| Gehrder Straße 5 52° 34′ 40″ N, 8° 5′ 41″ O | Wohn-/Wirtschaftsgebäude | 1821 errichtetes Zweiständer-Hallenhaus unter einem Satteldach. Der Stallanbau folgte Mitte des 19. Jahrhunderts. Umbauten aus den 1930er Jahren an den Außenwänden. | 35750749 | BW   |
| Gehrder Straße 5 52° 34′ 39″ N, 8° 5′ 42″ O | Scheune                  | 1862 errichtete Fachwerkscheune unter einem Satteldach mit drei hofseitigen Quereinfahrten.                                                                          | 35750776 | BW   |

### Einzeldenkmale
| Lage                                     | Bezeichnung              | Beschreibung | ID       | Bild |
| ---------------------------------------- | ------------------------ | --- | -------- | ---- |
| Mühlenweg 2 52° 34′ 22″ N, 8° 5′ 48″ O   | Kirche                   | Das Ziegelgebäude der 1936 errichteten Christuskirche mit einem Glockenturm steht unter einem Satteldach. | 51917696 | BW   |
| Lorser Weg 52° 35′ 51″ N, 8° 4′ 53″ O    | Monument                 | Zur Erinnerung an zwei auf der Flucht erschossene sowjetische Kriegsgefangene errichteter Gedenkstein mit davor liegender Gedenkplatte, jeweils kyrillische Inschriften. Das Monument wird im Volksmund auch als „Russengrab“ bezeichnet. | 35750852 | BW   |
| Lorser Weg 7 52° 34′ 41″ N, 8° 5′ 52″ O  | Wohn-/Wirtschaftsgebäude | 1833 errichtetes Zweiständer-Hallenhaus in Fachwerk unter einem Satteldach | 35750725 | BW   |
| Steinhorst 5 52° 34′ 58″ N, 8° 6′ 1″ O   | Wohn-/Wirtschaftsgebäude | In der ersten Hälfte des 19. Jahrhunderts als Heuerhaus errichtetes Fachwerkgebäude unter einem Satteldach. Die Ausfachungen sind heute teilweise verputzt und teilweise in Backstein ausgefacht.                                         | 35750700 | BW   |
| Westernholt 8 52° 34′ 41″ N, 8° 5′ 22″ O | Wohn-/Wirtschaftsgebäude | 1787 errichtetes Zweiständer-Hallenhaus unter einem Satteldach. Das Fachwerk ist mit Backsteinen ausgefacht. Der Wohngiebel kragt zweifach, der Wirtschaftsgiebel dreifach hervor.                                                        | 35750828 | BW   |

### Ehemalige Baudenkmale
| Lage                                            | Bezeichnung              | Beschreibung | ID       | Bild |
| ----------------------------------------------- | ------------------------ | --- | -------- | ---- |
| Fladderlohausen 13 52° 34′ 31″ N, 8° 5′ 58″ O   | Wohn-/Wirtschaftsgebäude | Die Hofanlage Liening ist zu sehr überformt und wird seit 2003 nicht mehr im Denkmalverzeichnis geführt.                                     | 35751521 | BW   |
| Fladderweg 2 52° 34′ 59″ N, 8° 7′ 10″ O         | Wohn-/Wirtschaftsgebäude | 1728 oder 1798 errichtetes Fachwerkgebäude unter einem Reetdach. 2023 wurde das Gebäude beseitigt und aus dem Denkmalverzeichnis gestrichen. | 35751165 | BW   |
| Fladderlohausen 19a 52° 34′ 23″ N, 8° 5′ 59″ O  | Kapelle                  | Das Gebäude der Friedhofskapelle mit Leichenhalle wurde 1994 umgebaut und erweitert. 2024 wurde es nicht in der Denkmalliste geführt.        | 51919122 | BW   |
| Wenstruper Straße 17 52° 34′ 16″ N, 8° 4′ 51″ O | Wohn-/Wirtschaftsgebäude | 1852 wurde das Zweiständergebäude mit Ziegelausfachung errichtet. 2006 wurde es abgebrochen und aus der Denkmalliste entfernt.               | 35750876 | BW   |

## Grandorf

### Gruppe:Hof Blomendahl
Die Gruppe „Hof Blohmendahl“ ist ein Hof, der im ausgehenden 18. Jahrhundert mit altem Baumbestand angelegt wurde, und hat die ID 52801950.

| Lage                                        | Bezeichnung              | Beschreibung                                                             | ID       | Bild |
| ------------------------------------------- | ------------------------ | ------------------------------------------------------------------------ | -------- | ---- |
| Gramker Straße 34 52° 32′ 2″ N, 8° 8′ 11″ O | Wohn-/Wirtschaftsgebäude | 1785 errichtetes Zweiständer-Hallenhaus unter einem Satteldach.          | 35750949 | BW   |
| Gramker Straße 34 52° 32′ 1″ N, 8° 8′ 13″ O | Scheune                  | Zwischen 1900 und 1920 errichtete Fachwerkscheune unter einem Satteldach | 35751543 | BW   |

### Gruppe: Wassermühle Grandorf
Die Gruppe „Wassermühle Grandorf“ ist auch als Hof „Lübken Mühle“ bekannt.

| Lage                                 | Bezeichnung | Beschreibung | ID       | Bild |
| ------------------------------------ | ----------- | --- | -------- | ---- |
| Grandorf 9 52° 33′ 19″ N, 8° 7′ 7″ O | Mühle       | In der zweiten Hälfte des 19. Jahrhunderts errichtetes eingeschossiges Fachwerkgebäude auf einem Bruchsteinsockel und unter einem Satteldach. Das Wasserrad und Teile der Mühlentechnik sind noch vorhanden. | 35750901 | BW   |
| Grandorf 9 52° 33′ 19″ N, 8° 7′ 6″ O | Scheune     | 1764 errichtete Fachwerkscheune auf einem Backsteinsockel und unter einem Satteldach. Die nördliche Erweiterung ist modern.                                                                                  | 35750924 | BW   |

### Einzeldenkmal
| Lage                                         | Bezeichnung | Beschreibung | ID       | Bild           |
| -------------------------------------------- | ----------- | --- | -------- | -------------- |
| Wahlder Straße 10 52° 32′ 23″ N, 8° 6′ 49″ O | Gaststätte  | Die Raststätte Dammer Berge ist ein von 1967 bis 1969 nach den Entwürfen von Paul Wolters und Manfred Bock auf einem 103 Meter langen und 18 Meter breiten Stahlbetonkasten, gehalten von zwei Stahlpylonen, errichtetes Restaurant | 47686963 | Weitere Bilder |

## Handorf

### Gruppe: Reichssiedlung Handorf
Die Gruppe „Reichssiedlung Handorf“ besteht aus zwei Doppelhäusern am Rande des Waldes. Die Reichssiedlung Handorf korrespondiert mit der Reichssiedlung Scheelenhorst bei Damme. Die Siedlung sollte den Offizieren der Munitionsanlage Damme und ihren Familien dienen. Sie hat die ID 35650962.

| Lage                                              | Bezeichnung | Beschreibung | ID       | Bild |
| ------------------------------------------------- | ----------- | --- | -------- | ---- |
| Handorfer Straße 50-52 52° 32′ 57″ N, 8° 10′ 6″ O | Doppelhaus  | Das eingeschossige Doppelgebäude aus Backstein, das traufständig zur Straße steht, wurde zwischen 1936 und 1940 errichtet. Vorgezogene Stallgebäude und ein großer Garten gehören jeweils zum Grundstück. | 35750975 | BW   |
| Handorfer Straße 54-56 52° 32′ 56″ N, 8° 10′ 8″ O | Doppelhaus  | Das eingeschossige Doppelgebäude aus Backstein, das traufständig zur Straße steht, wurde zwischen 1936 und 1940 errichtet. Vorgezogene Stallgebäude und ein großer Garten gehören jeweils zum Grundstück. | 35751029 | BW   |

### Einzeldenkmal
| Lage                             | Bezeichnung | Beschreibung                                            | ID       | Bild |
| -------------------------------- | ----------- | ------------------------------------------------------- | -------- | ---- |
| L 851 52° 33′ 14″ N, 8° 9′ 35″ O | Meilenstein | Am Kilometer 5 der Landesstraße aufgestellter Monolith. | 35751500 | BW   |

## Ihorst

### Gruppe: Gut Ihorst
Die Gruppe „Gut Ihorst“ besteht aus mehreren Gebäuden auf vier von Graften umgebenen „Inseln“. Der Droste von Wildeshausen, Heinrich Schade, ließ 1573 zwei Meierhöfe zusammenlegen und bildete daraus das Gut Ihorst. Das heutige Gut beruht auf Umgestaltungen der alten Anlage aus dem 17. und 18. Jahrhundert und hat die ID 35650947. Seit 1882 gehört das Gut der  Familie Spee.

| Lage                                 | Bezeichnung        | Beschreibung | ID       | Bild |
| ------------------------------------ | ------------------ | --- | -------- | ---- |
| Ihorst 27 52° 36′ 30″ N, 8° 9′ 22″ O | Herrenhaus         | Das dreigeschossige verputzte Gebäude unter einem Walmdach wurde im Kern 1573 errichtet, 1697 aber umgestaltet worden. Im 19. Jahrhundert wurde das Gebäude erneut erhöht.          | 35751397 | BW   |
| Ihorst 27 52° 36′ 29″ N, 8° 9′ 25″ O | Wirtschaftsgebäude | Das Fachwerkgebäude unter einem Satteldach wurde im 19. Jahrhundert erbaut und um 1955 erweitert.                                                                                   | 35751451 |      |
| Ihorst 27 52° 36′ 30″ N, 8° 9′ 25″ O | Wirtschaftsgebäude | Das östlich der Kapelle gelegene Fachwerkgebäude wurde Mitte des 19. Jahrhunderts auf einem winkelförmigen Grundriss unter einem Satteldach errichtet.                              | 51735698 | BW   |
| Ihorst 27 52° 36′ 30″ N, 8° 9′ 25″ O | Kapelle            | 1747 durch Friedrich Wilhelm von Ascheberg errichteter achteckiger Zentralbau aus Backstein und unter einem Zeltdach. Der Vorbau steht unter einem Satteldach mit einem Dachreiter. | 35751424 | BW   |
| Ihorst 27 52° 36′ 29″ N, 8° 9′ 22″ O | Park               | Der Park wird von den Graften der Gutsanlage umfasst. | 35752025 | BW   |
| Ihorst 27 52° 36′ 29″ N, 8° 9′ 20″ O | Graft              | Die Graft umfasst das Gut und teilt es in vier Inseln auf. | 35751614 | BW   |

### Einzeldenkmal
| Lage                                 | Bezeichnung              | Beschreibung | ID       | Bild |
| ------------------------------------ | ------------------------ | --- | -------- | ---- |
| Ihorst 19 52° 36′ 49″ N, 8° 8′ 26″ O | Wohn-/Wirtschaftsgebäude | Das Zweiständer-Hallenhaus, der sog. Hof Hülsmann, wurde als Fachwerkgebäude mit Backsteinausfachungen unter einem Satteldach Mitte des 18. Jahrhunderts errichtet. Der Wohngiebel kragt zweifach hervor, der Wirtschaftsgiebel dreifach. | 35751369 | BW   |